# Мелвилл, Дэвид, 6-й граф Ливен
Дэвид Лесли, 6-й граф Левен, 5-й граф Мелвилл (англ. David Leslie, 6th Earl of Leven; 4 мая 1722 — 9 июня 1802) — шотландский дворянин и пэр.

## Биография
Родился 4 мая 1722 года. Единственный сын Александра Лесли, 5-го графа Левена (1695—1754), и его первой жены, Мэри Эрскин (? — 1723), дочери полковника Джона Эрскина из Карнока (третий сын Дэвида Эрскина, 2-го лорда Кардросса) и Анны Дандас (дочь Уильяма Дандаса из Кинкавела).
2 сентября 1754 года после смерти своего отца Александр Лесли-Мелвилл унаследовал титулы 6-го графа Левена (Пэрство Шотландии) и 6-го лорда Балгони (Пэрство Шотландии), 5-го графа Мелвилла (Пэрство Шотландии), 5-го виконта Кирколди (Пэрство Шотландии), 5-го лорда Рэйта, Монимейла и Балвири (Пэрство Шотландии) и 8-го лорда Мелвилла из Монимейла (Пэрство Шотландии) .
Великий мастер Великой ложи Шотландии (1759—1761), заместитель управляющего Банка Шотландии, лорд полиции (1772—1782), лорд — верховный комиссар Генеральной ассамблеи Церкви Шотландии (1783—1801).
До 1767 года он жил в особняке на Королевской Миле Эдинбурга между Тоддрикс-Винд и Скиннерс-Клоуз. Но в 1767 году построил или перестроил Гейфилд-Хаус, к северу от города (теперь включённый в Новый город). Он продал дом в конце XVIII века сэру Джону Уордлоу из Питреви.
Он умер в своем последнем доме: на площади Святого Эндрю, 2 в Новом городе Эдинбурга.

## Личная жизнь
29 июля 1747 года он женился на Вильгельмине Нисбет (1724 — 10 мая 1798), дочери Уильяма Нисбета из Дирлтона и его второй жены Джин Беннет, дочери Роберта Беннета. У супругов было восемь детей:
- Леди Мэри Элизабет Лесли (1767 — 7 октября 1820)[1]
- Леди Шарлотта Лесли (1761—1830)[1]
- Александр Лесли-Мелвилл, 7-й граф Левен (7 ноября 1749 — 22 февраля 1820), старший сын и преемник отца.
- Достопочтенный Уильям Лесли (Мелвилл) (8 августа 1751 — 3 января 1777)[1]
- Генерал Достопочтенный Дэвид Лесли (1755 — 21 октября 1838)[1]
- Леди Джейн Лесли (1753 — 28 октября 1829)[1]
- Генерал-лейтенант Джон Лесли (20 ноября 1759—1824)[1]
- Достопочтенный Джордж Лесли (21 апреля 1766 — 8 марта 1812)[5].